# Радий-226
Ра́дий-226 (англ. radium-226) — радиоактивный нуклид химического элемента радия с атомным номером 88 и массовым числом 226. Сообщение об открытии нового радиоактивного элемента «радия» в урановой смолке (позже выяснилось, что это был именно радий-226) было сделано 26 декабря 1898 года П. Кюри и М. Склодовской-Кюри совместно с Г. Бемоном.
Принадлежит к радиоактивному семейству урана-238 (так называемый ряд урана-радия).
Активность одного грамма этого нуклида составляет приблизительно 36,577 ГБк. Значение внесистемной единицы измерения активности кюри (3,7⋅1010 Бк) изначально было определено как радиоактивность эманации радия (то есть радона-222), находящейся в радиоактивном равновесии с 1 г 226Ra.

## Образование и распад
Радий-226 непосредственно образуется в результате α-распада нуклида 230Th (период полураспада составляет 75 380(30) лет):
{\displaystyle \mathrm {{}_{90}^{230}Th} \rightarrow \mathrm {{}_{88}^{226}Ra} +\mathrm {{}_{2}^{4}He} .}
Кроме того, радий-226 образуется при β−-распаде нуклида 226Fr (период полураспада 49(1) с, энергия распада 3700(100) кэВ) и осуществлении ε-захвата нуклидом 226Ac (энергия распада 1113(5) кэВ):
{\displaystyle \mathrm {^{226}_{87}Fr} \rightarrow \mathrm {^{226}_{88}Ra} +e^{-}+{\bar {\nu }}_{e};}
{\displaystyle \mathrm {^{226}_{89}Ac} +e^{-}\rightarrow \mathrm {^{226}_{88}Ra} +{\nu }_{e}.}
Радий-226 претерпевает α-распад, в результате распада образуется нуклид 222Rn, также известный как радиоактивный газ радон или эманация радия (выделяемая энергия 4870,62(25) кэВ):
{\displaystyle \mathrm {^{226}_{88}Ra} \rightarrow \mathrm {^{222}_{86}Rn} +\mathrm {^{4}_{2}He} ,}
энергия испускаемых α-частиц 4784,3 кэВ (в 94,45 % случаев) и 4601 кэВ (в 5,55 % случаев), при этом часть энергии выделяется в виде γ-кванта (в 3,59 % случаев происходит испускание γ-кванта с энергией 186,21 кэВ).
С крайне низкой вероятностью (2,6(6)⋅10−9 %) радий-226 испытывает кластерный распад с вылетом ядра углерода-14 и образованием ядра свинца-212:
{\displaystyle \mathrm {^{226}_{88}Ra} \rightarrow \mathrm {^{212}_{82}Pb} +\mathrm {^{14}_{6}C} .}

## Получение
Радий-226 в виде его солей выделяют как побочный продукт переработки урановых руд с использованием методов осаждения, дробной кристаллизации и ионного обмена. Металлический радий-226 получают электролизом раствора хлорида радия-226 на ртутном катоде, а также восстановлением его оксида металлическим алюминием при нагревании в вакууме.

## Применение
- В геохимии радий-226 (и радий-228) используются в качестве индикаторов смешения и циркуляции вод океанов[3].
- Радий-226 применяется в качестве источника альфа-частиц в радий-бериллиевых источниках нейтронов.
- В медицине радий-226 используется как источник радона (для радоновых ванн), а также ранее использовался (сейчас не используется из-за очень высокой радиотоксичности) в некоторых видах радиотерапии, например в брахитерапии.
- До 1970-х годов соли радия-226 входили в состав светомассы постоянного действия (СПД), применявшейся в светящихся шкалах различных приборов.